# Fontaine-sur-Somme
Fontaine-sur-Somme település Franciaországban, Somme megyében. Lakosainak száma 505 fő (2022. január 1.). Fontaine-sur-Somme Airaines, Cocquerel, Hallencourt, Liercourt, Long, Longpré-les-Corps-Saints, Pont-Remy és Sorel-en-Vimeu községekkel határos.

## Népesség
A település népességének változása:
| Lakosok száma | 534  | 521  | 519  | 518  | 521  | 525  | 518  | 512  | 505  |
|               | 2013 | 2015 | 2016 | 2017 | 2018 | 2019 | 2020 | 2021 | 2022 |